# Hitoshi Morishita
Hitoshi Morishita (Wakayama, 21 september 1972) is een voormalig Japans voetballer.

## Carrière
Hitoshi Morishita speelde tussen 1995 en 2005 voor Gamba Osaka, Consadole Sapporo en Júbilo Iwata.